# Platja de la Pineda (Viladecans)
La platja de la Pineda és una platja natural del municipi de Viladecans (Baix Llobregat), situada dins de la Reserva Natural del delta del Llobregat. Limita a llevant amb la platja de Cal Francès i a ponent amb l'espigó de la Murtra, que la separa de la platja de la Murtra. Gran part d'aquest arenal, amb una zona important de vegetació dunar que ha regenerat l'ecosistema de la platja, està protegit per la Xarxa Natura 2000. Orientada al sud-sud-est, té una longitud de 1.250 metres, formada per sorra fina, amb un desnivell d'entrada en el mar una mica pronunciat. L'accés a la platja amb gossos està prohibit de l'1 d’abril al 30 de setembre. Disposa d'un gran pàrquing, facilitats d'accés per a persones amb mobilitat reduïda, salvament i socorrisme, bar, lavabos, dutxes i rentapeus i xarxes de voleibol.
L'Agència Catalana de l'Aigua efectua un control quinzenal de la qualitat de l'aigua, durant la temporada de bany, amb el resultat d'excel·lent.